# مسجد جامع هرابرجان
مسجد جامع هرابرجان مربوط به دوره قاجار است و در شهرستان خاتم، بخش مروست، دهستان هرابرجان، روستای هرابرجان واقع شده و این اثر در تاریخ ۱۸ شهریور ۱۳۸۷ با شمارهٔ ثبت ۲۳۱۶۸ به‌عنوان یکی از آثار ملی ایران به ثبت رسیده است.